# Burdż Abd Allah
Burdż Abd Allah (arab. برج عبد الله) – miejscowość w Syrii, w muhafazie Aleppo. W 2004 roku liczyła 1224 mieszkańców.